# 土默特左旗
土默特左旗為內蒙古自治區呼和浩特市下所轄一個旗。

## 历史
明代，漠南蒙古土默特部驻牧于此。清代为归化城土默特，后对入居该地的汉民实行蒙汉分治。中华人民共和国成立后，统归土默特旗，旗县并存结束。1965年，國務院撤销土默特旗，分设土默特右旗和土默特左旗。

## 地理
土默特左旗地处土默川平原，总面积2779平方公里，該旗所轄區域大部分都在大青山南麓，以農业為主、牧业为辅。

## 行政区划
土默特左旗下辖7个镇、2个乡：
察素齐镇、毕克齐镇、善岱镇、台阁牧镇、白庙子镇、沙尔沁镇、敕勒川镇、北什轴乡、塔布赛乡和呼和浩特金山经济技术开发区。

## 人口
根據第七次人口普查數據，截至2020年11月1日零時，土默特左旗常住人口為263131人。

2004年时总人口37万，是一个汉族占多数、还有蒙古族、回族、满族、壮族等35个民族的多民族聚居旗。

## 交通
- 110国道过境。